# Daniel Friberg
Daniel Friberg (Göteborg, 10. siječnja 1978.) je švedski poduzetnik, poslovni savjetnik, analitičar tržišta, politički aktivist, pisac i izlagač.

## Poduzetničko djelovanje
Friberg je diplomirao na Sveučilištu poduzetništva, gospodarstva i prava u Göteborgu s akademskim stupnjom Master of Business Administration (magistar poslovne administracije), te je proveo istraživanja na Göteborškom pomorskom klasteru. Tijekom karijere u privatnom sektoru, također je radio sa spajanjima i akvizacijama, kao financijski poduzetnik, poslovni savjetnik i analitičar tržišta. Bio je glavni izvršni direktor u švedskoj rudarskoj tvrtki Wiking Mineral do početka 2016. godine.

## Političko djelovanje
Friberg ima dugu povijest u švedskoj oporbi i suosnivač je trusta mozgova skandinavske nove desnice Motpol, suosnivač nakladničke kuće Arktos, osnivač Metapedije, te glavni organizator godišnje konferencije „Identitarske ideje”. Također je bio operator engleskojezičnog bloga alternativne desnice Right On, te je suosnivač mrežne stranice AltRight.com.

## Književna djela
- Donsörederierna – från dåtid till framtid (Bokförlaget BAS, 2007.)
- Identitet och metapolitik (Nordiska förbundet, 2008.)
- Högern kommer tillbaka: Handbok för den äkta oppositionen (Arktos, 2015.)
- Den nya högern (prijevod) (Arktos, 2015.)
- Höger om åsiktskorridoren (urednik) (Arktos, 2016.)
- Joakim Andersen: Ur ruinerna (predgovor i urednik) (Arktos, 2017.)
- A Fair Hearing: The Alt-Right in the Words of its Members and Leaders (urednik) (Arktos, 2018)